# Lengua nominativo-acusativa

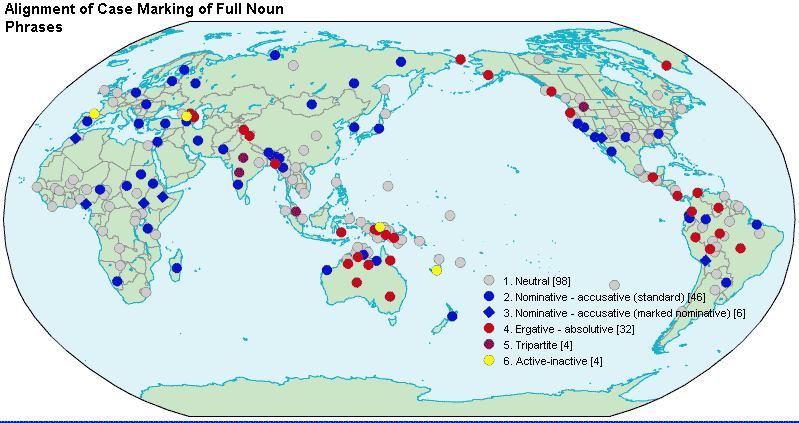
El Alineamiento morfosintáctico de tipo nominativo-acusativo, con marcaje de caso explícito, se indica mediante círculos (acusativo marcado) y rombos azules (nominativo marcado).

Una lengua nominativo-acusativa (o simplemente acusativa) es aquella en la que el sujeto de un verbo intransitivo (papel S) y el sujeto de un verbo transitivo (papel A) reciben un tratamiento diferente del objeto directo del verbo transitivo (papel O). El tratamiento puede consistir en ponerle un afijo especial de caso, en el orden gramatical u otro procedimiento para distinguir la función de cada argumento verbal. Es decir, una lengua nominativa trata S y A de la misma manera y O de manera diferente. En las lenguas nominativo-acusativas con caso gramatical S y A se suelen marcar con caso nominativo y O con caso acusativo, de ahí el nombre. Si no existe marca de caso, la lengua emplea el orden de las palabras (como en el inglés, lengua en la que el sujeto aparece antes que el verbo y el objeto después).
Todas las lenguas europeas, excepto el euskera, son nominativo-acusativas. Este tipo de lenguas contrasta con las de tipo ergativo. En este otro tipo de lenguas S y O son tratados de la misma manera, marcados generalmente con caso absolutivo, dejando el caso ergativo para el marcado de A. De ahí que estas lenguas también se llamen absolutivo-ergativas.

## Ejemplos
El alineamiento nominativo-acusativo se aprecia muy claramente en las lenguas con declinación de caso, como el latín o muchas otras lenguas indoeuropeas antiguas. En estas lenguas se aprecia que el sujeto de los verbos transitivos (1b) recibe la misma marca de caso que el sujeto de los verbos intransitivos (1a) (este caso se llama usualmente nominativo), mientras que el objeto de los verbos transitivos recibe una marca diferente (acusativo):
(latín)
(1a) homo pervenit = 'el hombre ha llegado'
(1b) homo puerum vidit = 'el hombre ha visto al chico'
(1c) puer hominem vidit = 'el chico ha visto al hombre'
Esto contrasta con una lengua ergativo-absolutiva como el euskera:
(euskera)
(2a) gizona etorri da = 'el hombre ha llegado'
(2b) gizonak mutila ikusi du = 'el hombre ha visto al chico'
(2c) mutilak gizona ikusi du = 'el chico ha visto al hombre'
Como se puede apreciar, las palabras en euskera en rojo como "gizona" (suj.), "mutila" (obj.), "gizona" (obj.), todas terminan exactamente igual (-a), lo cual corresponde con la definición de lengua ergativa, en que el sujeto de un verbo intransitivo, como "gizona" (suj.), recibe el mismo tratamiento que el objeto de un verbo transitivo, como "mutila" (obj.) y "gizona" (obj.); es lo contrario de lo que ocurre en lenguas como el latín que son nominativo-acusativas.